# Saison 2005-2006 du Racing Club de Lens
Cet article traite de la saison 2005-2006 du Racing Club de Lens. 
C'est la 15e saison consécutive du Racing Club de Lens parmi l'élite.
Maillots
Chronologie
Saison précédente Saison suivante

## Mercato

### Mercato d'été
| Départ/Arrivée        | Type de transfert     | Date                  | Prix      | Durée | Nom                   | Provenance / Destination |
| --------------------- | --------------------- | --------------------- | --------- | ----- | --------------------- | ------------------------ |
| Arrivées              | Transfert définitif   | 1 juillet             | 3M €      | 4 ans | Aruna Dindane         | RSC Anderlecht (D1)      |
| Arrivées              | Transfert définitif   | 1 juillet             | 0 € (f.c) | 4 ans | Yohan Démont          | AC Ajaccio (D1)          |
| Arrivées              | Transfert définitif   | 1 juillet             | 1M €      | 5 ans | Issam Jemâa           | ES Tunis (D1)            |
| Total (3 mouvements)  | Total (3 mouvements)  | Total (3 mouvements)  | 4 M€      |       |                       |                          |
| Départs               | Retour de prêt        | 30 juin               |           | -     | Éric Cubilier         | AS Monaco (D1)           |
| Départs               | Prêt                  | 1 juillet             |           | 1 an  | Mounir Diane          | SC Bastia (D2)           |
| Départs               | Prêt                  | 1 juillet             |           | 1 an  | Daouda Jabi           | AC Ajaccio (D1)          |
| Départs               | Prêt                  | 1 juillet             |           | 1 an  | Lesly Malouda         | FC Istres (D2)           |
| Départs               | Transfert libre       | 1 juillet             | –         | –     | Martin Ekani          | –                        |
| Départs               | Transfert définitif   | 1 juillet             | 0 € (f.c) |       | Jacek Bąk             | Al-Rayyan SC (D1)        |
| Départs               | Transfert définitif   | 1 juillet             | 0 € (f.c) |       | Matar Coly            | Neuchâtel Xamax (D1)     |
| Départs               | Transfert définitif   | 1 juillet             | 6 M€      |       | John Utaka            | Stade rennais (D1)       |
| Départs               | Transfert définitif   | 1 juillet             | 0 € (f.c) |       | Stéphane Besle        | Neuchâtel Xamax (D1)     |
| Départs               | Transfert définitif   | 1 juillet             | 0 € (f.c) |       | Rod Fanni             | OGC Nice (D1)            |
| Départs               | Transfert définitif   | 1 juillet             | 0 € (f.c) |       | Bouabid Bouden        | OB Odense (D1)           |
| Départs               | Prêt avec OA          | 29 juillet            |           | 1 an  | Abdoulaye Diagne-Faye | Bolton Wanderers (D1)    |
| Départs               | Transfert définitif   | 4 août                | 0 € (f.c) |       | Dagui Bakari          | AS Nancy (D1)            |
| Total (13 mouvements) | Total (13 mouvements) | Total (13 mouvements) | 6 M€      |       |                       |                          |

### Mercato d'hiver
| Départ/Arrivée       | Type de transfert    | Date                 | Prix      | Durée  | Nom                 | Provenance / Destination |
| -------------------- | -------------------- | -------------------- | --------- | ------ | ------------------- | ------------------------ |
| Arrivée              | Prêt                 | 5 décembre           |           | 6 mois | Pierre-Alain Frau   | Olympique lyonnais (D1)  |
| Arrivée              | Prêt                 | 1 janvier            |           | 6 mois | Guillermo Rodríguez | Danubio FC (D1)          |
| Total (2 mouvements) | Total (2 mouvements) | Total (2 mouvements) | ? €       |        |                     |                          |
| Départ               | Transfert définitif  | 1 janvier            | 500 000 € | 6 mois | Jérôme Leroy        | Beitar Jérusalem (D1)    |
| Total (1 mouvement)  | Total (1 mouvement)  | Total (1 mouvement)  | 500 000 € |        |                     |                          |

| Date | Durée | Nom                      |
| ---- | ----- | ------------------------ |
| 2005 | 5 ans | Arnaud Brocard           |
| 2005 | 3 ans | Simon Feindouno          |
| 2005 | 1 an  | Jimmy Kébé               |
| 2005 | 3 ans | Jonathan Lacourt         |
| 2005 | 3 ans | Jonathan Martins Pereira |
| 2005 | 1 an  | Kamil Zayatte            |